# Shinchō-Nachwuchspreis
Shinchō-Nachwuchspreis (japanisch 新潮新人賞, Shinchō shinjin-shō) ist ein japanischer Literaturpreis, der seit 1969 von dem Verlag Shinchōsha vergeben wird. Er zeichnet herausragende unveröffentlichte Werke der reinen Literatur (純文学, junbungaku) aus und zählt zu den renommiertesten Nachwuchsauszeichnungen Japans.

## Beschreibung
Der Preis wurde 1968 vom Shinchō bungei shinkōkai (新潮文芸振興会) ins Leben gerufen und gehörte zu den drei großen Preisen des Shinchō-Verlages. Ursprünglich unter dem Namen Shinchō-Literatur-Nachwuchspreis (新潮文学新人賞, Shinchō bungaku shinjin-shō) bekannt, beschränkte sich der Wettbewerb zunächst auf Beiträge aus Dōjin-Magazinen, die nach einer Vorauswahl im Märzheft der Literaturzeitschrift Shinchō veröffentlicht wurden.
Ab dem 4. Jahrgang (1972) erfolgte eine grundlegende Reform: Das Verfahren wurde für öffentliche Bewerbungen geöffnet, wobei ausschließlich Romane und Kurzgeschichten zugelassen wurden. Seither werden jährlich Werke ausgezeichnet, deren Erstveröffentlichung im Novemberheft der Shinchō erfolgt.
Aktuell erhält der Preisträger eine speziell angefertigte Bronzestatue sowie ein Preisgeld von 500.000 Yen. Die Einreichungsfrist endet jeweils am 31. März eines Jahres.

## Geschichte
- 1968: Gründung als Shinchō-Literatur-Nachwuchspreis
- 1972: Öffnung als allgemeiner Nachwuchspreis; nur noch Romane zugelassen
- 1988: Erweiterung auf die Gattungen Roman, Essay und Non-Fiction
- 1999: Umbenennung in Shinchō-Nachwuchspreis (新潮新人賞); Einführung von zwei Kategorien (Belletristik und Essay/Non-Fiction)
- 2008: Rückkehr zur ausschließlichen Vergabe für Romane

## Auswahlverfahren
Die Jurymitglieder wechseln turnusmäßig. Zu den bisherigen Juroren gehörten u. a. Ōe Kenzaburō, Kōno Taeko, Murakami Haruki, Asada Akira, Kawakami Hiromi, Nakamura Fuminori und Matayoshi Naoki.

## Liste der Preisträger

### Romanabteilung
| Jahr | Preisträger       | Werk (Originaltitel)             | Anzahl der Einreichungen |
| ---- | ----------------- | -------------------------------- | ------------------------ |
| 1969 | Kitahara Aiko     | ママは知らなかったのよ           | 170                      |
| 1970 | Kurashima Hitoshi | 老父                             | 120                      |
| 1971 | Suyama Shizuo     | しかして塵は―                    | 205                      |
| 1972 | Yamamoto Michiko  | 魔法                             | 120                      |
| 1973 | Ōta Michiko       | 流蜜のとき                       | 570                      |
| 1973 | Izumi Hideki      | 剥製博物館                       | 570                      |
| 1974 | –                 | kein Preisträger                 | –                        |
| 1975 | Miyamoto Tokuzō   | 浮遊                             | 360                      |
| 1976 | Kasahara Jun      | ウォークライ                     | 350                      |
| 1977 | Takagi Shūzō      | 榧の木祭り                       | 570                      |
| 1978 | –                 | kein Preisträger                 | 485                      |
| 1978 | Kaeda Dōbi        | チャズ (lobende Erwähnung)       | –                        |
| 1978 | Nose Keiko        | 紫陽花を踏め (lobende Erwähnung) | –                        |
| 1979 | –                 | kein Preisträger                 | 613                      |
| 1979 | Tanaka Chitarō    | 毛鉤 (lobende Erwähnung)         | –                        |
| 1979 | Bessho Makiko     | 坂の辛夷 (lobende Erwähnung)     | –                        |
| 1979 | Nakaoka Noriko    | 雨 (lobende Erwähnung)           | –                        |
| 1980 | Kida Takuo        | 二十歳の朝に                     | 715                      |
| 1980 | Unjō Tamako       | 僕の出発                         | 715                      |
| 1981 | Kawakatsu Atsushi | 橋の上から                       | 718                      |
| 1981 | Oda Yasumasa      | 幻の川                           | 718                      |
| 1982 | Koiso Ryōko       | カメ男                           | 811                      |
| 1982 | Katō Sachiko      | 野餓鬼のいた村                   | 811                      |
| 1983 | Sano Noriyo       | ハイデラパシャの魔法             | 763                      |
| 1984 | Aoki Ken          | 星からの風                       | 734                      |
| 1984 | Takase Chizu      | 夏の淵                           | 734                      |
| 1985 | Yonetani Fumiko   | 過越しの祭り                     | 785                      |
| 1986 | –                 | kein Preisträger                 | 750                      |
| 1987 | Zushi Hideo       | カワセミ                         | 817                      |
| 1988 | Ueda Rie          | 温かな素足                       | 713                      |
| 1989 | Sugiyama Keiji    | 縄文流                           | 715                      |
| 1990 | Nagadō Eikichi    | ランタナの花が咲く頃に           | 711                      |
| 1990 | Fujieda Kazunori  | ドッグ・デイズ                   | 711                      |
| 1991 | Oguchi Masaaki    | 十二階                           | 691                      |
| 1992 | Bessō Shōji       | 螺旋の肖像                       | 671                      |
| 1992 | Nakayama Kōta     | カワサキタン                     | 671                      |
| 1993 | Nomai Atsushi     | 骸骨山脈                         | 718                      |
| 1994 | –                 | kein Preisträger                 | 814                      |
| 1995 | Fuyukawa Wataru   | 紅栗                             | 918                      |
| 1996 | Koyama Ujin       | マンモスの牙                     | 976                      |
| 1997 | Kayano Aoi        | 叶えられた祈り                   | 978                      |
| 1998 | Aogaki Susumu     | 底抜け                           | 1002                     |
| 1999 | Endō Junko        | クレア、冬の音                   | 916                      |
| 2000 | Sagawa Mitsuharu  | 生活の設計                       | 1058                     |
| 2001 | Suzuki Hiroki     | グラウンド                       | 1025                     |
| 2002 | Inuyama Jō        | フェイク                         | 1062                     |
| 2002 | Nakamura Fuminori | 銃                               | 1062                     |
| 2003 | Aoki Jungo        | 四十日と四十夜のメルヘン         | 1275                     |
| 2003 | Asao Daisuke      | 家畜の朝                         | 1275                     |
| 2004 | Satō Hiroshi      | 真空が流れる                     | 1518                     |
| 2005 | Tanaka Shinya     | 冷たい水の羊                     | 1940                     |
| 2006 | Yoshida Naomi     | ポータブル・パレード             | 1885                     |
| 2007 | Takahashi Fumiki  | アウレリャーノがやってくる       | 1910                     |
| 2008 | Iizuka Asami      | クロスフェーダーの曖昧な光       | 2077                     |
| 2009 | Akagi Kazuo       | 神キチ                           | 2078                     |
| 2010 | Oyamada Hiroko    | 工場                             | 2030                     |
| 2010 | Ōta Yasuhisa      | ののの                           | 2030                     |
| 2011 | Takiguchi Yūsei   | 楽器                             | 1933                     |
| 2012 | Takao Nagara      | 肉骨茶                           | 1870                     |
| 2013 | Ueda Takahiro     | 太陽                             | 2039                     |
| 2014 | Takahashi Hiroki  | 指の骨                           | 1807                     |
| 2015 | Takahashi Yukiko  | 恐竜たちは夏に祈る               | 1828                     |
| 2016 | Kōnoike Rui       | 二人組み                         | 1933                     |
| 2017 | Ishii Yūka        | 百年泥                           | 1969                     |
| 2018 | Mikuni Michiko    | いかれころ                       | 2099                     |
| 2019 | Nakanishi Chisano | 尾を喰う蛇                       | 1972                     |
| 2020 | Koike Minon       | わからないままで                 | 2042                     |
| 2021 | Hisumi Hiroki     | 彫刻の感想                       | 2396                     |
| 2022 | Kurokawa Taku     | 世界地図、傾く                   | 2630                     |
| 2023 | Ira Setsuna       | 海を覗く                         | 2788                     |

### Essay-/Nonfiction-Abteilung
| Jahr | Preisträger     | Werk (Originaltitel)       | Einreichungen |
| ---- | --------------- | -------------------------- | ------------- |
| 1999 | Sakai Takayuki  | 渦中であるということ       | 320           |
| 2000 | Nakajima Kazuo  | 媒介と責任                 | 299           |
| 2001 | –               | kein Preisträger           | 250           |
| 2002 | –               | kein Preisträger           | 133           |
| 2003 | Matsui Hiroyuki | 〈一〉と〈二〉をめぐる思考 | 86            |
| 2004 | –               | kein Preisträger           | 49            |
| 2005 | –               | kein Preisträger           | 84            |
| 2006 | –               | kein Preisträger           | 76            |
| 2007 | Ōsawa Nobusuke  | 宮澤賢治の暴力             | 98            |

Die letzte Preisvergabe der Essay-/Nonfiction-Abteilung fand 2007 statt.